# Сторожеве 2-е
Сторожеве 2-е (рос. Сторожевое 2-е) — село у Лискинському районі Воронезької області Російської Федерації.
Населення становить 521 особу. Входить до складу муніципального утворення Сторожевське 2-е сельское поселение.

## Історія
Населений пункт розташований у межах українського етнічного та культурного регіону Східної Слобожанщини. До Перших визвольних змагань належав до Воронезької губернії.
Від 1928 року належить до Лискинського району, спочатку в складі Центрально-Чорноземної області, а від 1934 року — Воронезької області.
Згідно із законом від 15 жовтня 2004 року входить до складу муніципального утворення Сторожевське 2-е сельское поселение.

## Населення
| 2010 | 2012 | 2013 | 2014 | 2015 | 2016 | 2017 |
| ---- | ---- | ---- | ---- | ---- | ---- | ---- |
| 592  | ↘569 | ↘555 | ↘544 | ↘536 | ↘534 | ↗539 |
| 2018 |      |      |      |      |      |      |
| ↘521 |      |      |      |      |      |      |